# Marcos de Lanuza Mendoza y Arellano
Marcos Baltasar de Lanuza Mendoza y Arellano Herrera, I conde de Clavijo (c. 1650 - d. de 1708) fue un noble, escritor y dramaturgo español.

## Orígenes familiares
Proveniente de la Casa de Lanuza, de origen aragonés, era hijo de Martín José Bautista de Lanuza y Serra de Arteaga (Zaragoza, 1620-1668, Castillo de San Clemente, Madrid), señor de Lanuza, Juez del Reino de Aragón, Auditor General del Real Ejercito y Fiscal de la Cárcel de la Corte, caído en desgracia por ciertos pleitos en Consuegra y de Juana Lorenza de Molina Mendoza, señora de Clavijo, Miraflores y la Aldegüela. 
El matrimonio además tuvo además de a Marcos varias hijas que profesaron como monjas en el Monasterio de las Huelgas, entre ellas: 
- Teresa Josefa de Lanuza,[2] abadesa del Monasterio de las Huelgas en los periodos del 1704-1707 y 1711-1714.[3]

El padre de Marcos fue en 1634 individuo de la Academia de los Anhelantes de Zaragoza, con el nombre de "Rudo", y era catedrático de leyes en la universidad de Zaragoza. Desde 1641 era Juez de Encuestas de Aragón y tuvo otros cargos importantes en Aragón, hasta que en 1645 fue Fiscal y Promotor de la Justicia en la Cárcel Real y Sala de Alcaldes de la Real Casa y Corte de Madrid; y hasta 1647 tuvo la comisión de Juez Conservador del Solimán, Azogues y Pimienta, y Azufre, de Millones, Visita de Escribanos y Ministros de dicha Corte. En 1647, de asesor de la Comisaría General de la Infantería Española, y alcalde de Casa y Corte, con otros destinos.

## Biografía
Debido a la caída en desgracia de su padre Marcos probablemente causó el abandono de la corte y el paso de su infancia en Aragón, donde cultivaría amistades que le favorecieron a la hora de su reinserción en la corte madrileña, como se puede ver en la obra que dichas conexiones le realizaron por motivo de sus bodas, Epitalamio a las felices bodas de los muy ilustres señores don Marcos de Lanuza Mendoza y Arellano y doña Manuela Sanz Mendoza y Heredia, en donde sus conexiones literarias de mediana importancia se muestran, estando dirigidas por Nicolás García de Londoño.
Marcos gozó del favor real, pues fue nombrado gentilhombre de boca de su majestad Carlos II el 10 de noviembre de 1685, tres años más tarde, en 1688, solicitó la merced de un título de nobleza castellano, el condado de Clavijo, contando en su favor una recomendación del Consejo de Aragón, en documento fechado a 2 de junio de 1689, que menciona junto a los méritos del solicitante los servicios de sus antepasados: ser nieto de don Miguel Bautista de Lanuza, por ejemplo, y el 17 de abril de 1690 le concede esa merced, que en 1695 aparece como perpetua después de que Marcos solicitase que se le expidiera el título a pesar de no haber abonado la cantidad necesaria requerida para ello debido a sus estrecheces económicas.

### Política respecto a la crisis de sucesión
Durante su estancia en la corte, en la cual se presentaban dos facciones, una austracista que abogaba por los derechos de la casa de Austria y una francófila que defendía los de la casa de Borbón, el conde se relacionó con Juan Tomás Enríquez de Cabrera, X conde de Melgar y Almirante de Castilla, quien fue uno de los dirigentes del bando francófilo. 
A pesar de esto sus actividades durante la Guerra de Sucesión y posteriormente son en gran parte desconocidas, aparte del nombramiento por parte del archiduque Carlos del propio conde como Ministro de Hacienda en la obra En la Relación diaria de todo lo sucedido en Madrid desde el día 20 de agosto hasta el día 3 de diciembre de este año de 1710 en que Su Majestad entró en su corte, aunque probablemente falleció poco después de dictar testamento el 11 de noviembre del 1708.

## Matrimonio y descendencia
Contrajo matrimonio en Morata de Jalón, el 30 de marzo de 1682 con Manuela Sanz de Cortés Heredia y Mendoza, hija de Francisco Antonio Domingo Sanz de Cortés y Borau, I marqués de Villaverde, y de su segunda esposa, Ana María Fernández de Heredia Mendoza Sanz de Latras y Camargo, hija del I conde de Contamina.
El matrimonio solamente tuvo una hija:
- Francisca Javiera de Lanuza y Sanz de Cortés, (Madrid, 1683/1685-5 de enero de 1754) que casó con don Francisco de Cañas y Acuña, Gentilhombre de la Cámara del Rey e hijo de los Marqueses de Valle de Cerrato

## Estilo literario
Su obra se encuadra dentro del estilo caledoniano del Siglo de Oro, aunque también muestra un estilo propio en ciertas obras, como en la presentada ante el duque del Infantado, mucho más íntimo y con un anhelo de lo religioso, al igual que ahonda más en los tonos burlescos y mitológicos más propios del siglo XVII.
Aluden a él los sonetos incluidos al final de la zarzuela Celos vencidos de amor escritos por Pedro de Castro Zorrilla y el dramaturgo Antonio de Zamora, e incluso le dedica un romance el dramaturgo Francisco de Bances Candamo.
Igualmente su estilo lírico fue criticado por otros autores, siendo negada su capacidad lírica, tachado de adulador y de judío, algo que se refleja también en los intercambios de desplantes entre él y José Pérez de Montoro.

## Obras
Aunque su obra es escasa y poco conocida llegó a participar con un romance panegírico, en la Fama póstuma de sor Juana Inés de la Cruz.

### Zarzuelas
- Las Bélides (Madrid, 1687)
- Celos vencidos de amor y de amor el mayor triunfo representada ante el rey e impresa en el 1698 (Madrid, 1698)
- Júpiter y Ío. Los cielos premian desdenes (Madrid: Francisco Sanz, 1699).[4]
- Fábula de Hipermestra y Linceo, representada en palacio en el 1686

### Poesía
- Ed. de Pedro C. Rojo Alique, op. cit.